# Hiroko Tokumine
Hiroko Tokumine（ひろこ とくみね、1991年3月25日 - ）は、日本のファッションデザイナー、及び同名ブランドの代表。

## 来歴
1991年、沖縄県出身。那覇市立神原中学校、開邦高等学校、埼玉大学教育学部卒、バンタンデザイン研究所のデザイン＆パターン専攻卒。
2016年1月7日、ブランド「Hiroko Tokumine ロリータウエディング」を設立し、ファッションデザイナーとして活動開始。
2020年4月には自身の洋裁スクール「Hiroko Tokumine 洋裁スクール」を開講。
2021年には新ブランドの「marcHenTica」を設立
2023年1月にはmarcHenTicaで好評だった着物風ワンピースを新ブランド「marcHenromanTica」として新設立。

## 人物
沖縄県出身。埼玉大学教育学部で教員免許取得、学生時代にロリータ・ファッションの歴史や世界観、中世ヨーロッパと日本発祥のロリータ服との関係性や、中世～近世ヨーロッパのドレスのパターン構造を実際に組み立て再現するなどして学び、ロリータファッションへの理解を深めた。24歳の若さでウエディングドレスブランド「Hiroko Tokumine」を設立。
ロリータファッションの原点である中世ヨーロッパの世界観と日本文化の要素を取り入れたデザインで、生地・材料の質にこだわり、自社アトリエにてオールハンドメイドにこだわった「本物」のロリータテイストのウエディングドレスを制作。“Kawaii”&“Ellegant”をテーマとし、ロリータファッション独特の可愛さと、本物としての高級感を両立したウエディングドレスを実現。ロリータファッションを好む花嫁に人生における一大イベントである結婚式では、「本物」のドレスに身を包み、幸せな結婚式を挙げてほしいと考える。

## 作品、経歴

### イベント
- 2016年11月 フェアリーランドマリアージュ2016 - 主催[6]
- 2017年6月 産業ブライダルフェア2017 - 出展[7]
- 2017年7月 コレクションショー2017（ロイヤルチェスター太田） - 主催
- 2017年8月 フェアリーアンドマリアージュ2017 - 主催[8]
- 2018年 コレクションショー2018年「桜姫と魔法の本」 - ミュージカル主催
- 2019年10月 コレクションショー2019「桜姫と藤の木の精」 - 主催
- 2020年1月 カワイイウエディングプチフェス - 主催
- 2020年12月 コレクションショー2020（幕張） - 主催
- 2021年8月 よくばりプリンセスマルシェ - 主催
- 2022年３月 深澤翠 生誕祭ドレス - 衣装製作
- 2022年7月 ラフォーレ原宿 ポップアップショップ - 出展
- 2022年12月 第一回ロリータコレクション - 衣装提供
- 2023年4月 ファッションワールド東京 - 出店
- 2023年4月 第二回ロリータコレクション - 衣装提供
- 2023年6月 国際交流お茶会（原宿POP） - 衣装提供
- 2023年6月 Hiroko Tokumine Collection Show 2023（バトゥール東京） - 主催
- 2023年6月 「速水奨と今井文也のこんなの 読んじゃった♪」 - 衣装提供[9]

### CD・DVD
- 2017年5月 Hollow Mellow 「Enchanted」PV　青木美沙子 - 衣装提供[10]
- 2022年10月 田村ゆかり「LOVE♡LIVE　2022 Meet Me」 - ライブDVD衣装協力
- 2023年4月 田村ゆかり「かくれんぼ」 - ジャケット衣装製作[11]

### 雑誌
- 2016年8月 ゴシック&ロリータバイブルVol.61[12]　上坂すみれ - 衣装提供
- 2017年4月 KERA4月号 ウエディングコーデ特集 - 掲載
- 2019年11月 GIRLSM Vol.12　A版 - 裏表紙掲載
- 2021年 原宿POP表紙掲載 The Brow Beat - 衣装製作
- 2023年5月 「ウエディングブック No.70」創刊号 - 別冊付録掲載[13]

### テレビ
- 2020年9月 朗読バラエティ番組「速水奨＆野津山幸宏の今日、何読む?」 - 衣装提供
- 2022年10月 速水奨と今井文也の『こんなの読んじゃった♪』 - 衣装提供[14]

### 写真集
- 2018年10月 アイドルの本棚 web写真集 ちゃんもも◎編4 - 衣装提供[15]
- 2021年1月 黒崎真音 写真集「mémoire」 - 衣装提供[16]
- 2022年1月 なでしこ童話「オズの魔法使い」 - 衣装製作

### ライブ
- 2019年 SNH48李艺彤(リー・イートン) 卒業公演 - 衣装製作[17]
- 2022年10月 田村ゆかり 「LOVE♡LIVE　2022 Meet Me」 - 幕間映像衣装製作